# Кардиохирургия

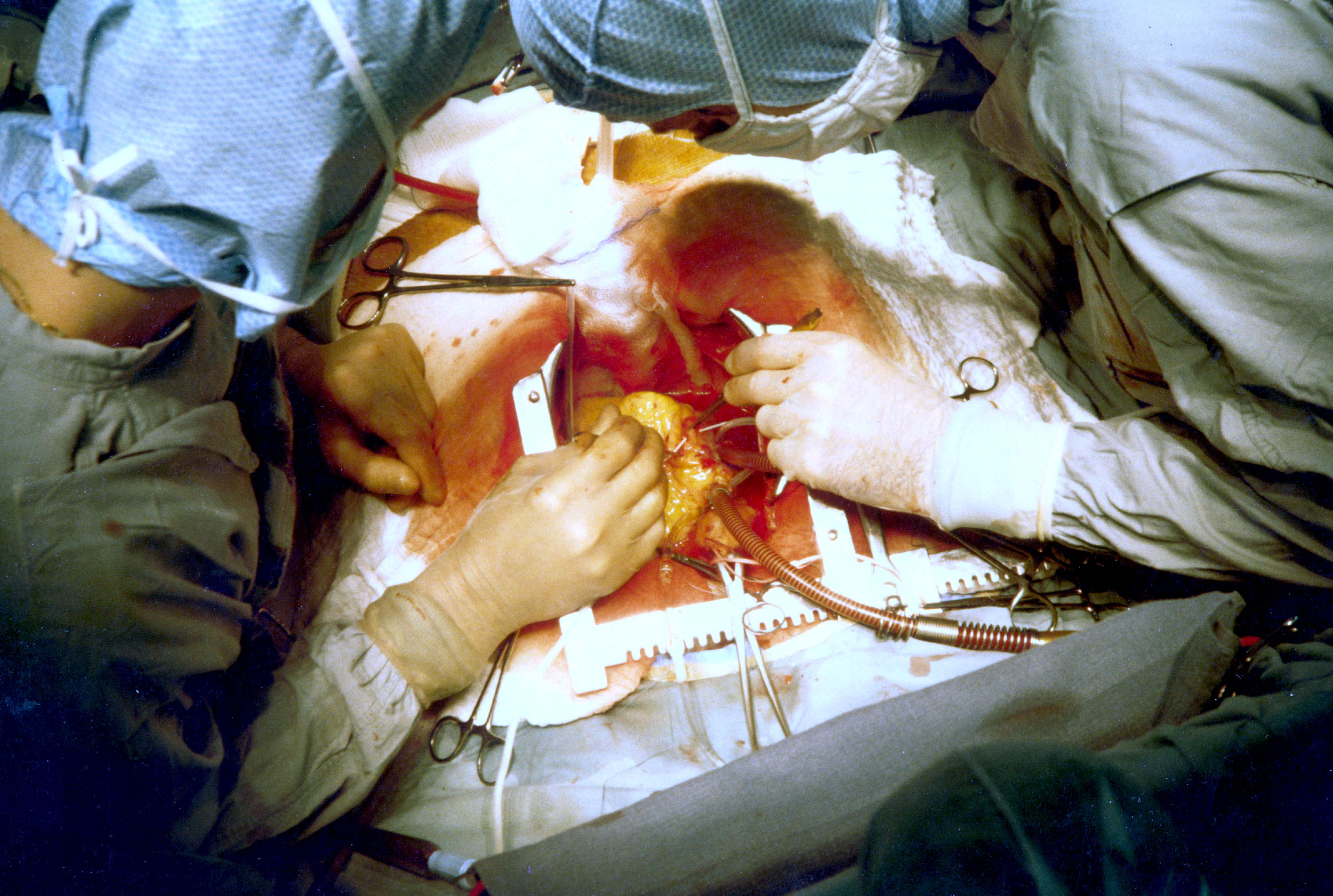
Два кардиохирурга выполняют операцию коронарного шунтирования: обратите внимание на использование стального ретрактора для принудительного поддержания экспозиции сердца

Кардиохирурги́я (от καρδία «сердце»), называемая иногда сердечно-сосудистая хирургия, в США также кардиоторакальная хирургия — оперативное лечение патологии сердечно-сосудистой системы с использованием достижений хирургии и кардиологии. В частности, кардиохирургия является самым эффективным способом лечения ишемической болезни сердца, позволяющим предотвратить развитие инфаркта миокарда.

## Основные сведения
Оперативное лечение болезней сердечно-сосудистой системы применяется в таких случаях, когда консервативное лечение уже неэффективно, а болезнь прогрессирует, либо, когда пациент обратился за помощью слишком поздно, и помочь ему может только кардиохирургия.
К болезням, часто требующим вмешательства кардиохирургии, относятся ишемическая болезнь сердца, инфаркт миокарда, врождённые и приобретённые пороки клапанов сердца и атеросклероз.
Болезни коронарных артерий чаще всего лечатся с помощью одной из двух кардиохирургических операций: стентирования и коронарного шунтирования. Шунт — это кровеносный сосуд или его синтетический заменитель, добавленный в обход безнадёжно суженного участка артерии.
Другое распространённое направление кардиохирургии — удаления аневризмы. В результате ишемической болезни сердца иногда происходит разрыв рубца на месте перенесённого инфаркта миокарда. Нарушается целостность мышечной стенки между желудочками сердца и появляется выпячивание — аневризма, которая и удаляется хирургическим путём.
Важную роль играет сердечно-сосудистая хирургия в устранении врождённых патологий сердца и сосудов.
Врождённые пороки сердца — сложная и не до конца изученная отрасль медицины на стыке генетики и кардиологии. Чтобы спасти жизнь детям с такими дефектами, приходится оперировать их буквально на родильном столе — ведь тут на счету каждая минута.
Благодаря использованию новейших технологии в медицине стабильно успешными стали операции при неправильном расположении артерий у младенцев. Современная сердечно-сосудистая хирургия позволяет избавить от врождённых пороков сердца в первые 6 месяцев жизни, в том числе применяя операцию по созданию новых сердечных протоков - снабженных клапанами анастомозов.
В хирургическом лечении таких заболеваний, как пороки сердца и ИБС, лучшим с косметической точки зрения является вмешательство на коронарных сосудах и клапанах через минимальный торакотомический разрез, который позволяет сделать меньше послеоперационный рубец.
Достаточно рутинной в сердечно-сосудистой хирургии является операция по замене сердечного клапана. Пациенту ставится новый клапан либо из биологического материала (такие клапаны из тканей бычьего сердца или сердца свиньи не отторгаются организмом, но быстро изнашиваются), либо механическое устройство, заменяющее сердечный клапан, которому нет сносу долгие годы, но которое обязывает своего носителя принимать антикоагулянты — препараты, препятствующие тромбозам.
Современным способом замены клапанов сердца является операция через сосудистый доступ, с использованием техники катетеризации. Преимущественно для аортальных клапанов (трансаортальная имплантация клапанов сердца). Таким способом лечат приобретенные пороки аортального клапана. Это неинвазивный метод, возможно в будущем применение открытого подхода. Для проведения операции кардиохирурги должны пройти специализацию по катетерным технологиям.
В случаях, когда сердце очень изношено, или дефекты очень серьёзны, бывает что не помогают даже оперативные методы лечения. Тогда в арсенале специалистов сердечно-сосудистой хирургии остается последнее средство — полная замена органа, то есть пересадка сердца. Эта сложнейшая операция — иногда единственное решение, которое может спасти жизнь человеку с сердечно-сосудистым заболеванием в последней стадии. Благодаря современным лекарствам, сердечно-сосудистая хирургия может продлить такому пациенту жизнь в среднем примерно на пять лет. Учитывая темпы современного развития медицины — пять лет это огромный срок, за который могут появиться новые методы, технологии, операции.
Операции по замене клапанов сердца, хирургические вмешательства при аритмии и аневризме аорты выигрывают от использования медицинской визуализации гибридной операционной. Кардиохирургия в гибридной операционной является широко распространённым методом лечения этих болезней.

## Известные мировые кардиохирурги
- Кристиан Барнард
- Клод Бек
- Хью Бенталл
- Ганс Борст
- Альфред Блейлок
- Джон Гиббон
- Майкл Дебейки
- Акилле Марио Дольотти
- Тайрон Дэвид
- Джон Кирклин
- Дентон Кули
- Уолтон Лиллехай
- Дональд Росс
- Рене Февалоро
- Марко Турина

## Известные советские и российские кардиохирурги
Гордеев Михаил Леонидович

Пекарский, Викентий Викентьевич
- Акчурин, Ренат Сулейманович
- Алекси-Месхишвили, Владимир Владимирович
- Амосов, Николай Михайлович
- Бакулев, Александр Николаевич
- Барбухатти, Кирилл Олегович
- Белов, Юрий Владимирович
- Бокерия, Лео Антонович
- Бураковский, Владимир Иванович
- Дземешкевич, Сергей Леонидович
- Егоров, Альфред Васильевич
- Ильин, Владимир Николаевич
- Колесников Сергей Алексеевич
- Колесов, Василий Иванович
- Кулик, Ярослав Петрович
- Мешалкин, Евгений Николаевич
- Петровский, Борис Васильевич
- Подзолков Владимир Петрович
- Поляков, Виктор Петрович
- Просовский, Анатолий Вячеславович
- Соловьев, Глеб Михайлович
- Фальковский, Георгий Эдуардович
- Фоменко, Михаил Сергеевич
- Шумаков, Валерий Иванович
- Шевченко, Юрий Леонидович
- Шихвердиев Назим Низамович
- Шабалкин Борис Владимирович
- Хубулава, Геннадий Григорьевич
- Андреев Дмитрий Борисович
- Гатауллин Наиль Гайнатович
- Арутюнян Лусине Амазасповна
- Кнышов Геннадий Васильевич
- Углов, Фёдор Григорьевич

## Кардиохирургические операции

### Коронарное шунтирование
Коронарное шунтирование — наиболее распространенное вмешательство среди всех хирургических операций. Применяется при ишемической болезни сердца. Смысл операции заключается в создании обходных сосудов (шунтов), по которым кровь может свободно распространяться в пораженные атеросклерозом коронарные артерии.

### Пересадка сердца
Пересадка сердца — операция по замене сердца донорским органом. Применяется при терминальной сердечной недостаточности, когда состояние больного невозможно улучшить с помощью консервативной терапии и традиционных операций на сердце.

### Операции на клапанах сердца
Операции на клапане выполняются при пороках, которые приводят к возникновению стеноза и/или сердечной недостаточности.
Операции на клапанах сердца можно разделить на две категории:
- протезирование клапана
- пластика клапана

В основном при протезировании клапана сердца в настоящее время имплантируются механические (поворотно-дисковые, двустворчатые) и биологические протезы клапанов сердца.

### Операция Бенталла
Операция Бенталла проводится при аневризме восходящей аорты с аортальной недостаточностью. Заключается в протезировании аортального клапана и восходящей аорты клапан-содержащим кондуитом с реимплантацией устьев коронарных артерий в кондуит.

### Операция «лабиринт»
Операция «Лабиринт» проводится при фибрилляции предсердий. Заключается в разрушении проводящих путей, ответственных за возникновение и поддержание аритмии. Имеет множество модификаций.
На сегодняшний день самым эффективным способом восстановления и удержания синусового ритма является операция «Лабиринт». Разработанная в 80-х годах американским хирургом J.Cox операция показала эффективность в 98 % случаев и стала «золотым стандартом» лечения ФП. Несмотря на высокую эффективность, операция «Лабиринт» была слишком сложна и травматична, что существенно ограничивало её применение в повседневной клинической практике. Решением проблемы стало внедрение новых инструментов и проведение операции «Лабиринт» при помощи радиочастотных электродов. Эффективность радиочастотного «Лабиринт» не уступает оригинальной операции J.Cox. Использование радиочастотных инструментов при операции «Лабиринт» делает её на первый взгляд похожей на катетерную абляцию устья легочных вен. Однако это не так. При открытой операции наносится большее количество абляционных линий, в зонах, недоступных при транскатетерной процедуре. Все это сделало радиочастотный «Лабиринт» легко воспроизводимой процедурой и с успехом используется, при открытых операциях на сердце (АКШ, протезирование/пластика клапанов и т. п.).
И все же, травматичность процедуры «Лабиринт», требующей выполнения стернотомии и использования аппарата ИК, была слишком высока, чтобы оперировать пациентов с изолированной ФП.
Сегодня внедрение в медицину высоких инженерных технологий позволяет проводить операцию «Лабиринт» с изоляцией ушка левого предсердия без использования искусственного кровообращения, а главное, без выполнения стернотомии. Методика получила название торакоскопическая процедура «Лабиринт». Вмешательство проводится при помощи эндоскопа с волоконной оптикой и специальных инструментов. Для этого необходимо сделать всего 3 разреза длиной 6-10 мм с каждой стороны грудной клетки. После торакоскопического вмешательства пациент может быть выписан из стационара через 5-7 дней, а вернуться даже к тяжелой физической работе, уже через 2-4 недели. Несмотря на свою малую травматичность, торакоскопическое вмешательство имеет эффективность 90 % после первой процедуры при любом виде ФП .

## Примечание
1. ↑  Medicus.ru Кардиохирургия без границ (недоступная ссылка)
2. ↑  Uterine Manipulator Description & Specs — Ethicon Endo-Surgery | www.ethiconendosurgery.com — EMEA Regions
3. ↑  (Kai-Nicolas Doll et al., 2012)